# 뱀 완전열
호몰로지 대수학에서 뱀 완전열(-完全列, 영어: snake exact sequence)은 아벨 대상의 아벨 범주 속의 6개의 대상들 사이의 가환하는 사상으로부터, 사상들의 핵과 여핵들 사이를 연결하는 완전열이다.

## 정의
아벨 범주에서, 다음과 같은 그림이 가환한다고 하자.
여기에서 각 행은 완전열이며 0은 영 대상이다. 이 경우, 세 사상 {\displaystyle a}, {\displaystyle b}, {\displaystyle c}의 핵과 여핵들로 구성된 6항 완전열이 존재하며, 이를 뱀 완전열이라고 한다.:11, Lemma 1.3.2
{\displaystyle \ker a\to \ker b\to \ker c{\xrightarrow {d}}\operatorname {coker} a\to \operatorname {coker} b\to \operatorname {coker} c}
이 완전열에서, {\displaystyle d}를 연결 사상(連結寫像, 영어: connecting morphism)이라고 한다.
연결 사상 {\displaystyle d}는 만약 {\displaystyle {\mathcal {A}}}가 아벨 군 범주의 부분 범주라고 할 경우 구체적으로 다음과 같다.
뱀 완전열의 존재는 다음과 같이 도롱뇽 정리를 사용하여 보일 수 있다.

## 성질
그림
에 대응하는 뱀 완전열에서, 다음이 성립한다.
- (가) 만약 {\displaystyle f}가 단사 사상이라면 {\displaystyle \ker a\to \ker b}도 단사 사상이다.
- (나) {\displaystyle g'}이 전사 사상인 경우 {\displaystyle \operatorname {coker} b\to \operatorname {coker} c}도 전사 사상이다.

이들은 서로 쌍대적이다. 즉, 아벨 범주 {\displaystyle {\mathcal {A}}}에서의 명제 (가)는 반대 범주 {\displaystyle {\mathcal {A}}^{\operatorname {op} }}에서의 명제 (나)와 같다.

### 호몰로지 긴 완전열
사슬 복합체의 짧은 완전열이 주어졌을 경우, 위와 같은 뱀 완전열들이 이어져 더 긴 완전열을 얻는다. 이를 짧은 완전열에 대응하는 호몰로지 긴 완전열(영어: homology long exact sequence)이라고 한다.
구체적으로, 아벨 범주에서, 사슬 복합체 {\displaystyle A_{\bullet }}, {\displaystyle B_{\bullet }}, {\displaystyle C_{\bullet }}가 주어졌다고 하고, 이들이 다음과 같은 짧은 완전열을 이룬다고 하자.
{\displaystyle 0\to A_{\bullet }{\xrightarrow {\alpha }}B_{\bullet }{\xrightarrow {\beta }}C_{\bullet }\to 0}
지그재그 정리(zigzag補助定理, 영어: zigzag lemma)에 따르면, 다음과 같은 긴 완전열이 존재한다.
{\displaystyle \cdots \to \operatorname {H} _{n+1}(C)\to \operatorname {H} _{n}(A){\xrightarrow {\alpha _{*}}}\operatorname {H} _{n}(B){\xrightarrow {\beta _{*}}}\operatorname {H} _{n}(C)\to \operatorname {H} _{n-1}(A)\to \cdots }

## 예
대수적 위상수학에서 쓰이는 마이어-피토리스 열은 뱀 완전열의 일종이다. 마찬가지로, 복시테인 준동형은 뱀 완전열의 연결 사상의 일종이다.

## 역사

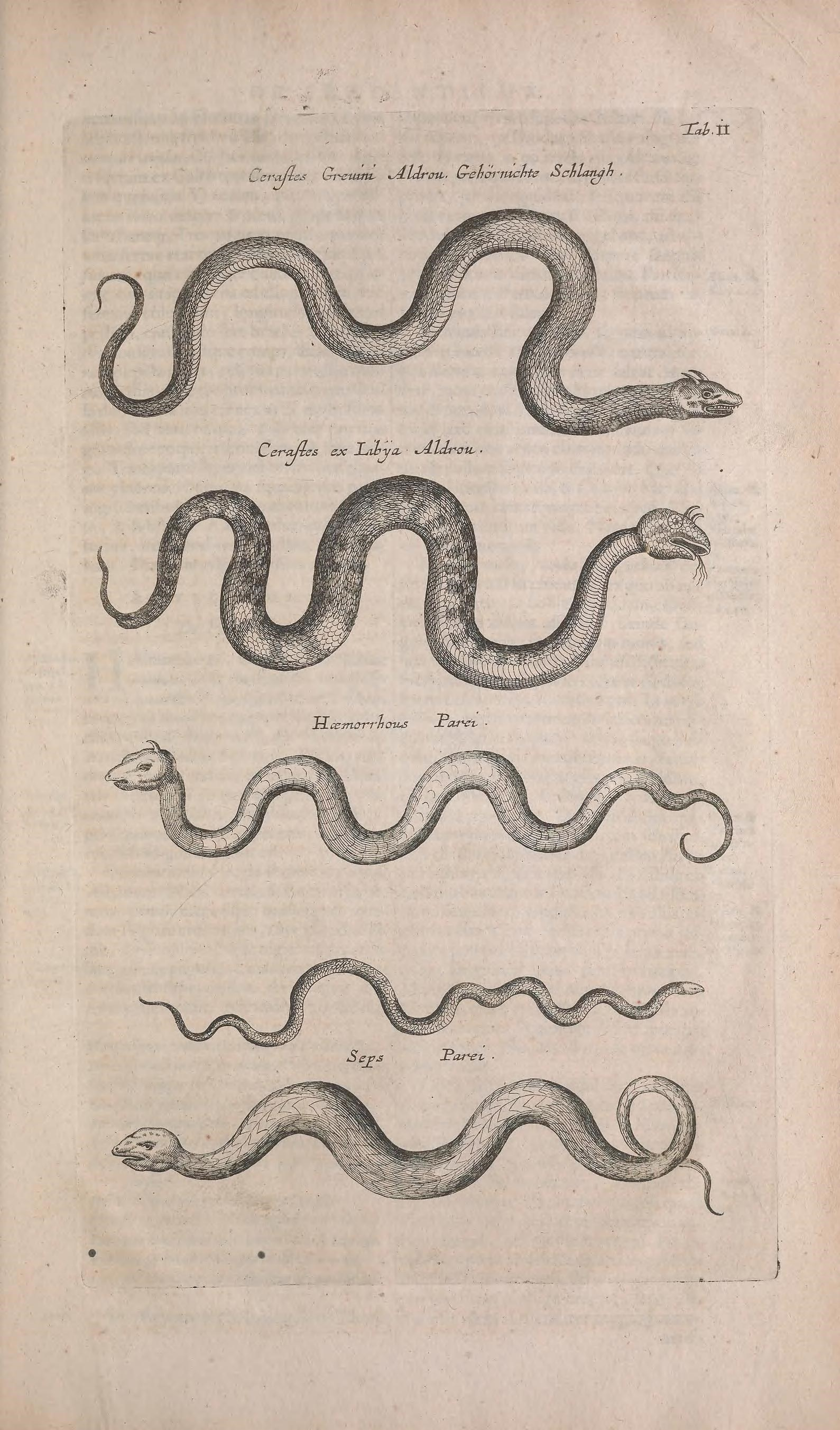
1657년 유럽에서 출판된 동물학 서적에 수록된 뱀의 그림

뱀 완전열은 연결 사상이 가환 그림에서 마치 뱀처럼 구불거리는 모양을 하므로 이러한 이름이 붙었다. 즉, 다음과 같은 그림
에서, 연결 사상은 갈지자 (之) 모양을 하고 있다.
데이비드 앨빈 북스바움은 1955년 논문에서 아벨 범주의 개념을 도입하였는데, 이 논문에서 이미 뱀 정리가 등장한다.:Lemma 5.8
뱀 완전열의 존재의 (수학적으로 올바른) 증명이 클로디아 와일(영어: Claudia Weill) 감독의 1980년 미국 영화 《뉴욕 소나타》(영어: It’s My Turn 이츠 마이 턴[*])의 도입부에서 등장한다.:11 이 영화에서 수학 교수 케이트 건징어(영어: Kate Gunzinger, 질 클레이버그 분)는 이 정리를 강의 중에 증명한다.

## 같이 보기
- 지그재그 보조정리